# Jacques Herbrand
Jacques Herbrand   (París, 12 de febrer de 1908 - Sant Cristòu, 27 de juliol de 1931) va ser un matemàtic francès del segle xx.

## Vida
Herbrand va néixer a París, fill únic d’un marxant de pintura antiga d’origen belga.
El 1925, amb només 17 anys, va obtenir el primer lloc en l'examen d’ingrés a l'École Normale Supérieure (ENS). Durant els seus anys d’estudi va assistir regularment al Seminari Hadamard, organitzat per Jacques Hadamard al Collège de France, on va conèixer altres joves matemàtics francesos, com Jean Dieudonné, André Weil i Claude Chevalley, i va establir una forta relació d’amistat amb aquest darrer. En aquesta època, Herbrand desenvolupa el seu interès pels problemes relacionats amb els fonaments de la ciència i altres temes filosoficocientífics
El 1928, amb només 20 anys, supera l'examen d’agregació, també en primer lloc de la seva promoció, i comença a preparar la tesi doctoral, sota la direcció d'Ernest Vessiot, director de l'ENS en aquell temps.
La tesi, titulada Recherches sur la théorie de la démonstration, es va aprovar per ser publicada el juny del 1929, però, l'octubre del mateix any, Herbrand s'incorporava a l'exèrcit per fer el servei militar i la tesi no va poder ser defensada fins al juny del 1930. Un altre motiu per a aquest retard va ser que la lògica matemàtica no era aleshores una especialitat gaire popular entre els matemàtics francesos i va ser difícil trobar matemàtics que formessin el tribunal. Només els bons oficis de Vessiot van fer possible que es constituís, i finalment el va integrar el mateix Vessiot, juntament amb Arnaud Denjoy i Maurice Fréchet.
El mateix any 1930 aconsegueix una beca Rockefeller per al curs 1930-1931, que li permet anar a Alemanya i estudiar amb els matemàtics més prestigiosos del país en els camps de la lògica i la metamatemàtica. Així, estudia l'hivern de 1930-31 amb John von Neumann a Berlín; la primavera del 31 amb Emil Artin a Hamburg, i el mateix estiu amb Emmy Noether a Göttingen, on també coneix David Hilbert i Richard Courant. En un congrés a Marburg el febrer del 1931 també coneix Helmut Hasse, que escriurà el seu obituari poc més tard.
Segons Wirth:
Malgrat que Jacques Herbrand era un jove científic encara relativament poc conegut, estava força ben relacionat amb els millors matemàtics i lògics del seu temps, particularment amb els interessats en els fonaments de les matemàtiques.

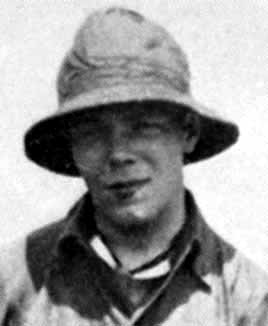
Fotografia feta durant l'excursió en la qual va perdre la vida.

El talent d’aquest jove matemàtic es va perdre definitivament el 27 de juliol de 1931, en morir en un accident de muntanya quan baixava la Grande Aiguille de la Bèrarde amb tres companys alpinistes: Jean Brille, Pierre Delair i Henri Guigner. Només tenia 23 anys.

## Principals Obres
Una relació completa de les seves obres es pot veure a Wirth et al.
- 1928. Sur la théorie de la démonstration
- 1929. Non-contradiction des axiomes arithmétiques
- 1929. Sur quelques propriétés des propositions vraies et leurs applications
- 1929. Sur le probléme fondamental des mathématiques
- 1930. Recherches sur la théorie de la démonstration. Tesi doctoral, Universitat de París.
- 1930. Les bases de la logique hilbertienne
- 1931. Sur le problème fondamental de la logique mathématique
- 1931. Sur les unités d’un corps algébrique

Editats pòstumament:
- 1932. Sur la non-contradiction de l’Arithmetique
- 1932. Zur Theorie der algebraischen Funktionen
- 1932-3. Théorie arithmétique des corps de nombres de degré infini